# Prim Bertran Roigé
Prim Bertrán Roigé (Bellcaire d'Urgell, 1948-Barcelona, 2014) fue un historiador y medievalista español

## Biografía
Nacido el 28 de diciembre de 1948 en la localidad leridana de Bellcaire d'Urgell, fue profesor en la Universidad de Barcelona. Falleció el 29 de diciembre de 2014 en Barcelona. Publicó artículos para revistas como Hispania Sacra, Boletín de la Real Sociedad Arqueológica de Tarragona, Analecta Sacra Tarraconensia, Urgellia, Ilerda, Miscel·lània de Textos Medievals, Anuario de Estudios Medievales, Índice Histórico Español y Sefarad, entre otras.

## Obra
- El santuari de Santa María de Salgar (1973), Lérida, Instituto de Estudios Ilerdenses-Cátedra de Cultura Catalana "Samuel Gili i Gaya".
- Sant Miquel de Cellers i els canonges regulars de Sant Agustí (1975), Lérida, Instituto de Estudios Ilerdenses-Cátedra de Cultura Catalana “Samuel Gili i Gaya”.
- El libro del baile real de Daroca (1383-1385) (1981), Lleida, Estudi General-Departament de Historia i Paleografi a.
- La procuració reial de Lleida a mitjans del segle XIV (1981), Lleida, Estudi General de Lleida-Departament d’Història Medieval i Paleografi a.
- Catálogo del Archivo del Colegio de España (1981), Bolonia, Real Colegio de España.
- Notícies històriques del Palau d’Anglesola (1981), Lleida, Institut d’Estudis Ilerdencs-Diputació de Lleida.
- Bellcaire d’Urgell. Perfi l històric (1982), Bellcaire d’Urgell, Ajuntament de Bellcaire d’Urgell.
- El monestir de Santa Maria de les Franqueses. Notes per a la seva història (1982), Lleida, Institut d’Estudis Ilerdencs.
- El rector de Vallfogona, Francesc Vicent Garcia, i les terres de Lleida (1982), Lleida, Institut d’Estudis Ilerdencs-Diputació provincial de Lleida.
- Torres de Segre. Panoràmica històrica (1983), Torres de Segre, Ajuntament (junto a Marc Escolà e Ismael Panadés).
- Noves aportacions sobre la repoblació de Verdú: en el centenari de la seva carta de franquesa (1184-1984) (1984), Lleida, Institut d’Estudis Ilerdencs.
- Aportació al butllari de l’Estudi General de Lleida. 1345-1460 per Vicente Beltrán de Heredia y Ruiz de Alegría (†) O.P. (1985), Lleida, Institut d’Estudis Ilerdencs.
- Cròniques de Bellcaire d’Urgell (1912-1919) de Jaumé Arqué (1992), Bellcaire d’Urgell, Ajuntament de Bellcaire d’Urgell.
- El bisbe Ferrer Colom: la llum i els tapissos de la Seu Vella (1992), Lleida, Amics de la Seu Vella-Pagès Editors (curador de la edición).
- La Dinastía condal de Urgel, desde los orígenes hasta su unión a la corona (1997), Barcelona, Real Cuerpo de la Nobleza de Cataluña.
- Mil·lenari de la butlla del papa Silvestre II (1001-2001) (2001), Andorra la Vieja: Serigraf.[5][6]